# Breizh Atao
Breiz Atao (Bretanya sempre) és el nom utilitzat per diverses revistes vinculades al nacionalisme bretó publicades entre 1918 i 1939, així com el 1944.
Per extensió, el terme "Breiz Atao" es va utilitzar per designar els autonomistes bretons durant el període d'entreguerres.

## Primera època: l'òrgan del Grup Regionalista Bretó (1918-1927)

### Estructura i desenvolupaments
El primer Breiz Atao prové del Grup Regionalista Bretó. Inicialment, l'associació estava formada principalment per activistes classificats com a dretans. L’abril de 1919, Morvan Marchal pot així escriure al diari que segons ell "en el comunisme o l'anarquia no hi ha el veritable pensament bretó". Si bé es poden publicar articles que rebutgen les teories marxistes, la línia editorial és àmplia, i les columnes del diari també estan obertes als esquerrans.
El diari afirma un augment constant de les seves vendes durant els seus primers anys d'existència. Les vendes van augmentar un 13% el 1920, un 12% el 1921, un 25% el 1922, un 15% el 1923 i un 21% el 1924. Aquesta progressió es veu, però, obstaculitzada pels limitats mitjans econòmics de l'associació i per les ocupacions professionals dels seus membres. El contingut també és un factor que limita l'audiència del diari, amb pocs articles d'interès per a les nombroses classes treballadores de la regió. El 1925, la notorietat del diari encara era molt limitada a la regió.
El format adoptat és 24x32, la seva redacció i administració estan domiciliades a 8, rue Édith Cavell, a Rennes, a la casa del seu director François Debeauvais. La revista es va publicar des de 1919 fins al juliol de 1927, i les còpies estan numerades de l’1 al 103.

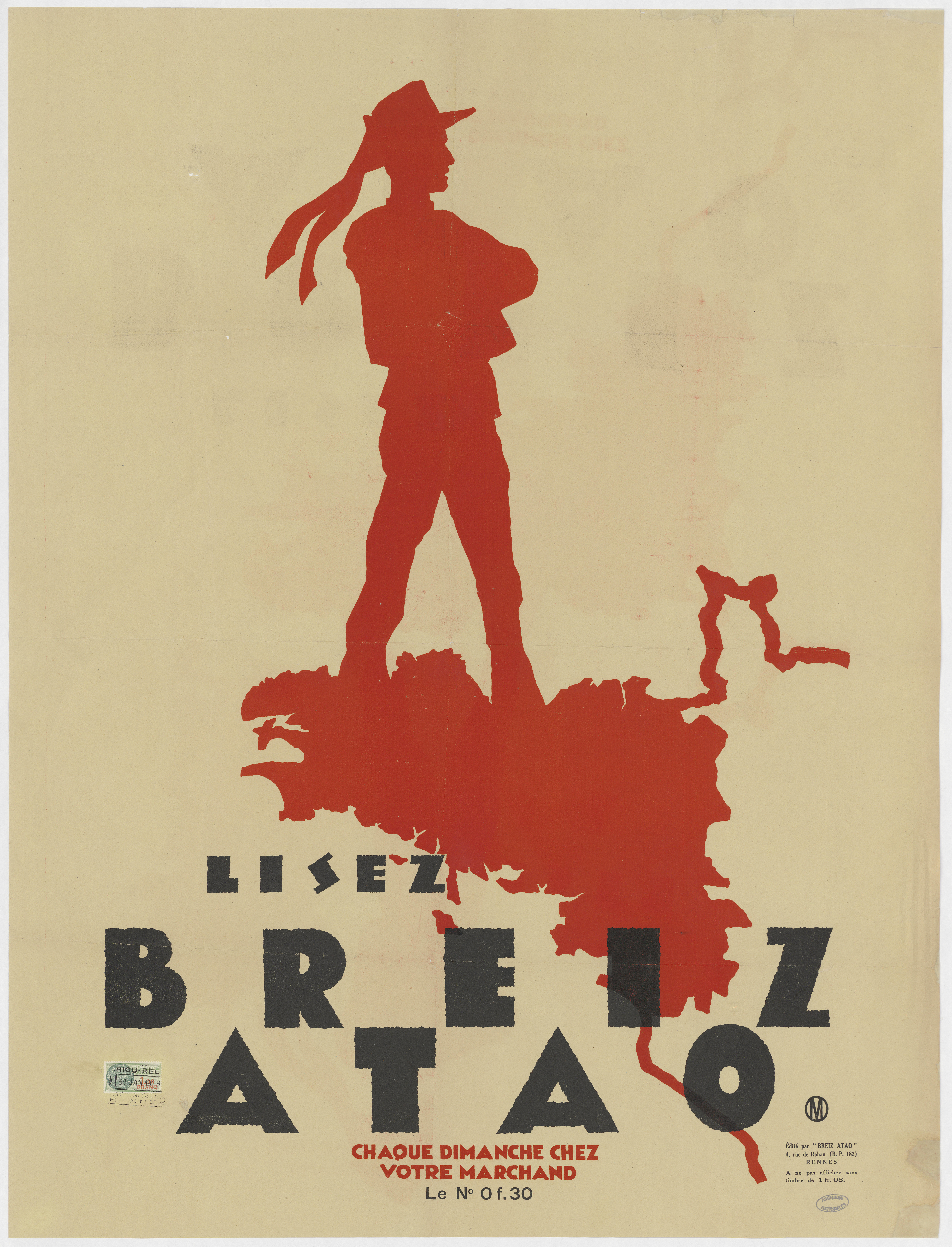
"Lisez Breiz Atao" (1929)

La maquetació inicialment és molt senzills: la manca de finançament del partit, i els problemes d'escassetat de paper, limiten la publicació a 4 pàgines i una edició de 500 exemplars. El títol està simplement adornat amb un escut d'armes format per l'erminis bretons, rematat amb un dosser i una corona. Aquest símbol desapareix a mesura que el grup s'allunya de les idees regionalistes. Un augment del finançament del partit va fer possible que el 1923 es desenvolupés el disseny del diari per intentar atraure un públic més gran. Olier Mordrel dissenya una marquesina inspirada en l'Art déco, el nombre de pàgines es multiplica per quatre, el preu puja a 50 cèntims. Bicolor, el diari mostra al subtítol "revisió mensual del nacionalisme bretó i les relacions intercèltiques", i a l'última pàgina símbols pancèltics com el drac gal·lès, el card escocès i el trèvol irlandès a més de l'ermini bretó. L'elevat cost de publicació va obligar l'equip editorial a tornar a una edició monocroma el 1925, i a reduir a la meitat el nombre de pàgines. Es va llançar un nou format l’1 de juny de 1926. Es va elegir una nova il·lustració, realitzada per Théophile Lemonnier i inspirada en el moviment Seiz Breur.

### El lloc de les arts
La qüestió artística és tractada de diferents maneres per la revista. Una aproximació teòrica a l'art, i el seu lloc en la “recuperació” de la Bretanya es reflecteix en nombrosos articles de Morvan Marchal. Així, aquest últim afirma des de 1920 que la nació i les seves arts "ja siguin música, pintura, escultura o arquitectura (la més social de totes)" són inseparables. El 1924 Olier Mordrel esdevingué el defensor a les columnes del diari d'"un art decididament modern, al servei de la Bretanya".
Inclou un gran nombre d'il·lustracions, produïdes especialment per Olier Mordrel. Com en altres revistes del nacionalisme bretó de la postguerra, la tècnica del gravat s'utilitza àmpliament, i es posa al servei de la ideologia defensada per la revista. El símbol de l'hevoud és utilitzat per la revista des del 1925, després abandonat el 1930 perquè es considerava massa a prop de l'esvàstica nazi.

### Atracció i ruptura amb el regionalisme
Els primers membres del Grup Regionalista Bretó es van estructurar fora dels altres partits del moviment bretó existents en aquell moment, com la Unió Regionalista Bretona, o la Federació Regionalista de Bretanya. No van tenir cap activitat durant la Primera Guerra Mundial, i no es coneixen els membres, la majoria dels quals tenen menys de 20 anys, del Grup Regionalista Bretó. La publicació del primer número de Breiz Atao el gener de 1919 va permetre que el grup es donés a conèixer, i entrar en contacte amb membres d'altres grups del moviment bretó. Els autors de Breiz Atao comparteixen amb els altres corrents regionalistes de l’Emsav un interès per la preservació del bretó, així com per les tradicions de la regió. Des del primer número de la revista, Morvan Marchal indica que segons ell el regionalisme i l'autonomia administrativa són necessaris per la grandesa de la Bretanya. Durant el tercer número de març de 1919 el mateix autor afirma que el Grup Regionalista Bretó és “regionalista perquè és bon francès, i fins i tot excel·lent francès”. El partit, però, va estructurar la seva organització durant la primera meitat de 1919, i posteriorment es va fer visible l'evolució ideològica respecte al regionalisme.
Els inicis d'una ruptura amb el regionalisme bretó van ser evidents a partir del juliol de 1919 a les columnes del diari. Morvan Marchal escriu al número 6 que vol trencar amb “la pàl·lida figura regionalista” i substituir-la per “més o menys el programa federalista de la Lliga Federalista Francesa”. L'article no va donar lloc a cap seguiment abans de la recomposició del Grup Regionalista Bretó en Unvaniez Yaouankiz Vreiz el maig de 1920. El to dels articles es va tornar hostil cap a França a partir del gener de 1921, sota la ploma de Morvan Marchal i Olier Mordrel. El novembre del mateix any, aquest últim va presentar els efectes de la “dominació estrangera” de França sobre la Bretanya, criticant-los durament, i prenent Pitre-Chevalier i de La Borderie com a referències històriques.
Després d'haver criticat les fonts del regionalisme, atacant els vincles entre França i Bretanya, els autors de Breiz Atao busquen reclutar membres de la Unió Regionalista Bretona o de la Federació Regionalista de Bretanya decebuts pel funcionament d'aquests grups. El to utilitzat per criticar el regionalisme és violent, i té un cert èxit. A poc a poc també s'observa una ruptura amb els regionalistes en la qüestió religiosa, mentre que el lloc del catolicisme és força central entre els regionalistes. Si l’abril de 1919}} Morvan Marchal semblava no voler trencar amb el catolicisme, en un article d’abril de 1924 Marchal, Mordrel i Yves Le Moal van declarar “inadmissible que volguem barrejar religió i la qüestió bretona” i el diari va declarar que volia mantenir-se neutral en la qüestió religiosa.

### Panceltisme i federalisme europeu
Per rebuig a la “civilització francesa”, el diari busca altres referències. Com els altres components del moviment bretó anteriors, el panceltisme serveix com a marc. Es van intercanviar cartes amb els nacionalistes gal·lesos dels primers anys del diari, i el 1923 dos dels editors, Yann Brickler i Morvan Marchal hi van anar en persona. Això va donar lloc a la publicació d'un suplement a la revista, titulat Paceltia de 1923.
Els editors de Breiz Atao també estan interessats en els "despertars" d'altres moviments minoritaris a Europa i arreu del món. A partir de juliol de 1921 Mordrel tracta a les columnes del diari el "despertar tunisià" i el "despertar flamenc", i els anys següents el diari tracta de la mateixa manera. amb el "despertar letó" (1922), però també el nacionalisme indi i el "xoc de nacionalitats al Canadà" (1925). Es van establir contactes directes amb el nacionalisme flamenc, i el diari va publicar els telegrames rebuts d'activistes d'aquesta tendència. El març de 1925, Marchal va convidar els representants dels moviments celta, però també flamenc, cors i basc a formar un "comitè internacional de minories nacionals", però sense èxit.

### Reestructuració al voltant de l'afer d'Alsàcia
L'afer alsacià de 1926, durant el qual el Cartel des gauches va intentar revertir el concordat a Alsàcia-Mosel·la, va provocar agitació autonomista en aquesta regió. Aleshores, el diari Breiz Atao va publicar una "carta oberta als autonomistes d'Alsacia-Lorena" el juny de 1926 en què Morvan Marchal indica el suport de la revista als autonomistes locals. Aquesta posició aporta una certa publicitat al diari, ja que es veu atacat per altres títols de la premsa local, però també pel govern durant les intervencions a l'Assemblea Nacional.
Aquesta cobertura mediàtica del diari va provocar un augment dels membres del Grup Regionalista Bretó, i l'aparició de noves ambicions per al diari. Prenent un exemple de l'estructura política dels autonomistes alsacians, es va decidir repensar l'estructura del partit i del diari.

### Un suplement:Gwalarn
El diari Breiz Atao es va dotar a principis 1925 amb un suplement literari escrit íntegrament en bretó. La publicació d'aquest suplement pretén assolir un dels objectius declarats del Grup Regionalista Bretó, és a dir, "ajudar al naixement a Bretanya d'un moviment intel·lectual i artístic independent". Roparz Hemon n'agafa el timó i gestiona la direcció de la revista.
Gwalarn pren el format de Breiz Atao, 24x32, i es publica com a suplement des del març de 1925 fins al juliol de 1926. D'edició trimestral, té entre 12 i 16 pàgines. La publicació inclou textos originals en forma de poemes, novel·les, obres de teatre, però també inclou traduccions d'obres estrangeres.

## Segona època: l'òrgan del Partit Autonomista Bretó (1927-1931)

### Evolucions estructurals
La revista es va publicar des de setembre de 1927 fins a juny de 1931, i les còpies estan numerades de l’1 al 145.
La transformació del Grup Regionalista Bretó/Unvaniez Yaouankiz Vreiz en Partit Autonomista Bretó es va decidir després del congrés de Rosporden del setembre de 1927. El “núm. 1” del nou “Breiz Atao” indica que vol deixar el format mensual de l'antiga fórmula per optar per una publicació quinzenal, i apuntar a una periodicitat setmanal i després diària. També assegura voler despullar-se “de la vestimenta aristocràtica de la revista intel·lectual” i apuntar a “l'obrer, el camperol, el mariner bretó”. La distribució i venda d'aquest ha de ser organitzada pels activistes del partit. Aleshores, el diari ha de servir per difondre les idees del partit, que després pretén esdevenir un partit de masses; per fer-ho, també es registra la creació d'una empresa de crèdit, la Kevredad-Kretaat evit adsevel Breiz, per tal de recaptar els fons necessaris per les accions militants, però també la creació d'una impremta per facilitar l'edició del diari.
La forma del diari va evolucionar durant aquest període. De bimensual, va passar a una freqüència d'emissió setmanal el febrer de 1929, en quatre pàgines. La tirada del diari té un màxim de 8.000 exemplars per a 1.200 subscriptors. Els números especials de vegades s'imprimeixen tiratges de 20.000, 50.000 còpies i es distribueixen gratuïtament. Les operacions continuen amb pèrdues; si la publicitat permet aportar part del finançament, les pèrdues són compensades pels activistes, i la importància d'aquestes limita el desenvolupament del diari.

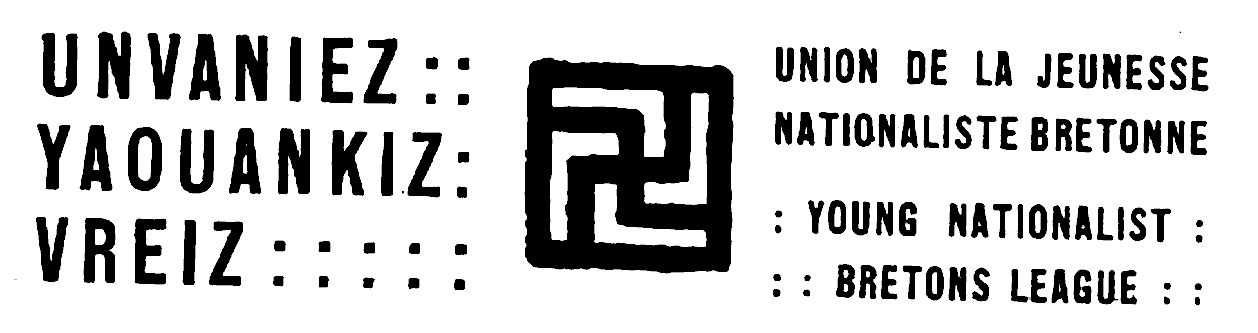

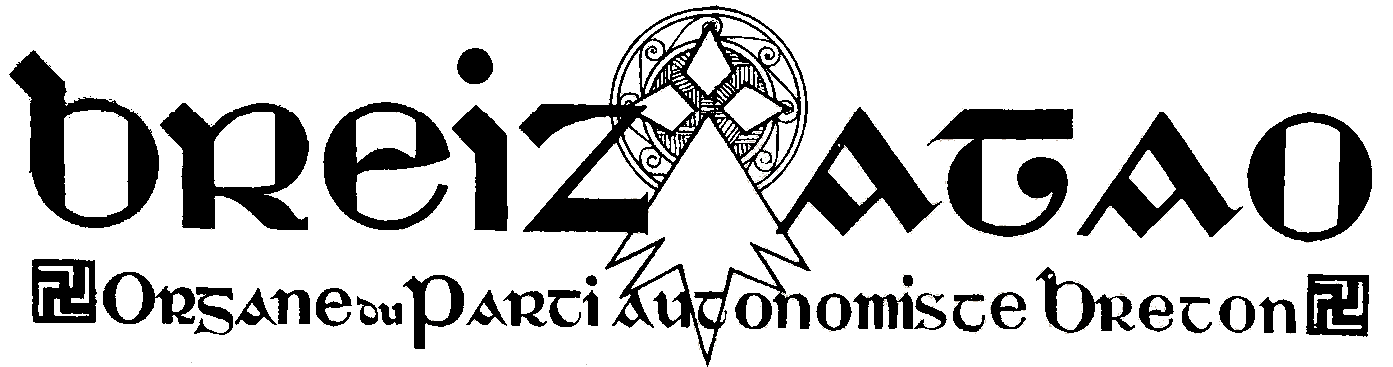
L'hevoud utilitzat pel Grup Regionalista Bretó/Unvaniez Yaouankiz Vreiz de febrer de 1925 també es va integrar al logotip de Breiz Atao a partir d’abril de 1928, però es va abandonar el 1929, considerada massa propera a l'esvàstica nazi.

El format de la publicació evoluciona i guanya alçada. La tipografia del títol opta per dos estils diferents: Bauhaus per “Breiz” i celta per “Atao”, per combinar simbòlicament modernitat i tradició. El model va tornar a evolucionar a partir de l'1 d'abril de 1928: el hevoud, ja utilitzat pel partit durant tres anys, es va integrar a la primera pàgina (però va desaparèixer d'aquesta ubicació a partir de 1929, considerat massa proper a l'esvàstica nazi). El diari, però, es considerava poc atractiu i tenia poques il·lustracions. La tipografia es va refinar a partir de 1929, i es va convertir en una de les marques distintives del diari. Després dels ruïnosos intents electorals per al partit, el diari va prendre un format molt més auster al final de 1930.

### Evolucions editorials
La línia editorial del diari segueix la marcada al congrés pel partit. Un nombre significatiu d'articles es dediquen llavors a les dificultats econòmiques de la Bretanya, i el diari emfatitza la manca d'infraestructura disponible a la regió. Després acusa l'Estat francès de ser el responsable de la situació i d'afavorir altres regions. L'anàlisi recolzada pel diari permet llavors destacar la solució autonomista defensada pel partit. La reserva política observada pel partit, però, limita l'explotació d'aquesta graella de lectura econòmica. També s'ocupa ocasionalment de notícies internacionals, i condemna l'auge del feixisme i el nazisme.
El diari també segueix les activitats del partit. Així, va assegurar la cobertura de la campanya electoral de Goulven Mazéas durant les eleccions legislatives parcials de 1930 a Guingamp, i el diari va servir llavors la plataforma pel candidat per presentar les seves idees. El diari també va cobrir el judici dels autonomistes alsacians que va seguir a les eleccions legislatives de 1928, quan 22 d'ells van ser processats per atac a la seguretat de l'Estat. El diari també publica informes dels congressos del partit, i obre les seves columnes a les diferents tendències del partit.

### Crisi entre federalistes i nacionalistes
El control del diari esdevé un tema d'enfrontament entre les tendències nacionalista i federalista. Durant un congrés extraordinari del partit l'abril de 1931 a Rennes, el partit va assumir la direcció del diari. A l'administrador general de Breiz Atao, François Debeauvais se li va imposar un administrador adjunt, però va dimitir per negativa. Aleshores Arsène Gefflot i L. es van fer càrrec. També es constitueix un comitè editorial (del qual Fant Rozec és membre) i un secretari editorial (Ronan Klec'h). El diari va restar llavors sota la influència dels federalistes.

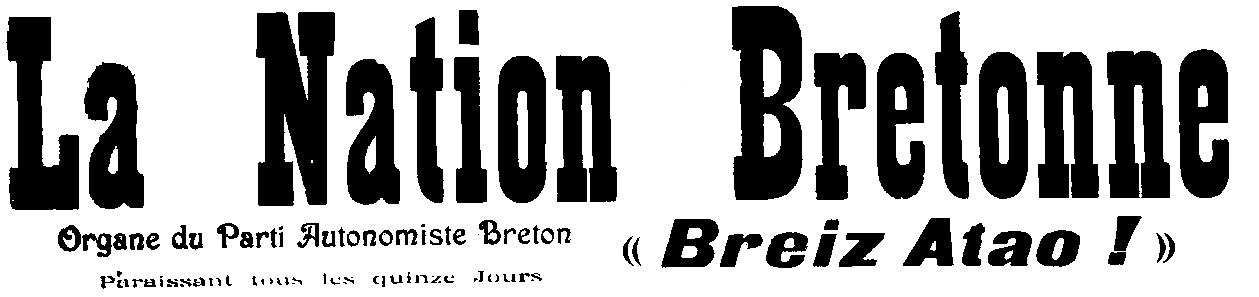
ls federalistes llancen La Nation bretonne el juny de 1931 que inclou Breiz Atao al subtítol, i permet als nacionalistes monopolitzar el títol Breiz Atao per a la seva pròpia publicació.

Les dificultats del diari van ser ocultades en aquell moment per l'administrador François Debeauvais. El nou equip va intentar en va obtenir d'aquest darrer els comptes del diari a principis de 1931. Tement dificultats econòmiques importants, van decidir llavors deixar la responsabilitat dels deutes a l'antic administrador del diari. Aleshores es va llançar un nou diari el juny de 1931, La Nation bretonne, que prenia com a subtítol el nom de l'antic diari, Breiz Atao, i es va distribuir als subscriptors de la fórmula antiga. François Debeauvais aprofita aquest canvi de títol per recuperar el nom Breiz Atao, i torna a publicar el diari, dient als subscriptors que la seva edició del diari és l'única que continua la versió anterior. Aleshores va anunciar una publicació mensual del diari, però les finances no li van permetre implementar el seu projecte, i el diari ja no es publicava. Un grup de nacionalistes dissidents fins i tot va publicar una revista competidora, War Zao, que criticava obertament la línia de Debeauvais.

## Tercera època: l'òrgan del Partit Nacional Bretó (1931-1939)

### Estructura i funcionament

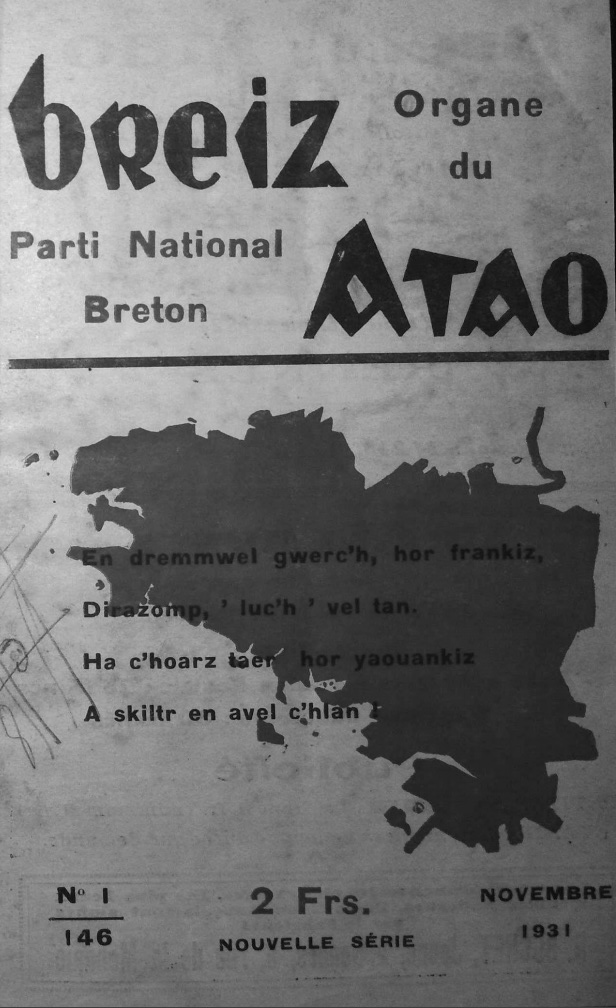
El primer número publicat pel Partit Nacional Bretó el novembre de 1931 adopta una doble numeració, qualificant com a 1 i una “sèrie nova”, tot indicant que és el n.146, seguint així la numeració de la revista publicada pel PAB.

La revista es va publicar des de novembre de 1931 fins a agost de 1939, i les còpies estan numerades de l'1 al 146.
Els primers mesos del Breiz Atao del Partit Nacional Bretó són difícils. El nombre de pàgines passa de 32 a 16, i després a 8 en l'espai de tres números. També disminueix el nombre d'abonats. Dels 1.000 subscriptors que tenia el diari abans de l'escissió del Partit Autonomista Bretó, només 250 van renovar la seva subscripció, arribant a un total de 303 el juny de 1932. El diari també s'enfronta a la competència de War Zao, el diari dels nacionalistes de Trégor, que va continuar la seva publicació durant la interrupció de Breiz Atao.

### Línies editorials
Breiz Atao va integrar la línia editorial establerta pel Partit Nacional Bretó a finals de 1931. Durant el congrés de Landerneau del 27 de desembre de 1931, el partit va proclamar la seva neutralitat en qüestions socials i religioses. Aleshores, qualsevol anàlisi econòmica i social deixa de ser publicada pel diari, no és sense provocar crítiques d'activistes com Yann Sohier. El diari també es posiciona contra la violència utilitzada pel grup Gwenn ha Du arran de l'atemptat del 7 d'agost de 1932 a Rennes, després contra el d'Ingrandes el desembre del mateix any, tot legitimant les demandes del grup.
Aquesta sèrie d'atacs, però, va portar una certa publicitat al diari, que va aprofitar per llançar una nova fórmula el 21 d'agost de 1932, reconnectant en el procés amb la crítica econòmica i social. El 4 de febrer i el 5 de febrer de 1933, el partit va decidir durant el congrés de Rennes emfatitzar els efectes de la Gran Depressió a Bretanya; el diari va publicar així una sèrie d'articles destacant les dificultats econòmiques de la comarca i destacant l'opció autonomista com a solució a aquests problemes.
La consideració de les qüestions polítiques i econòmiques per part de Breiz Atao pren un nou gir amb la publicació del programa SAGA d'Olier Mordrel (sota pseudònim) al número del 12 de març de 1933. En vuit parts que reuneixen 48 punts, l'autor pretén trencar amb el marxisme i capitalisme en benefici d'un capitalisme corporatiu. La publicació d'un programa tan detallat marca una certa ruptura, que no està exempta de crítiques importants; aleshores el programa i la seva adopció es van ajornar. Aquesta iniciativa, però, es manté al marge de la línia editorial del diari, i pocs articles ofereixen anàlisis econòmiques detallades; l'autonomia administrativa com a únic horitzó és destacada pel diari durant l'any 1934.

### Posicions polítiques

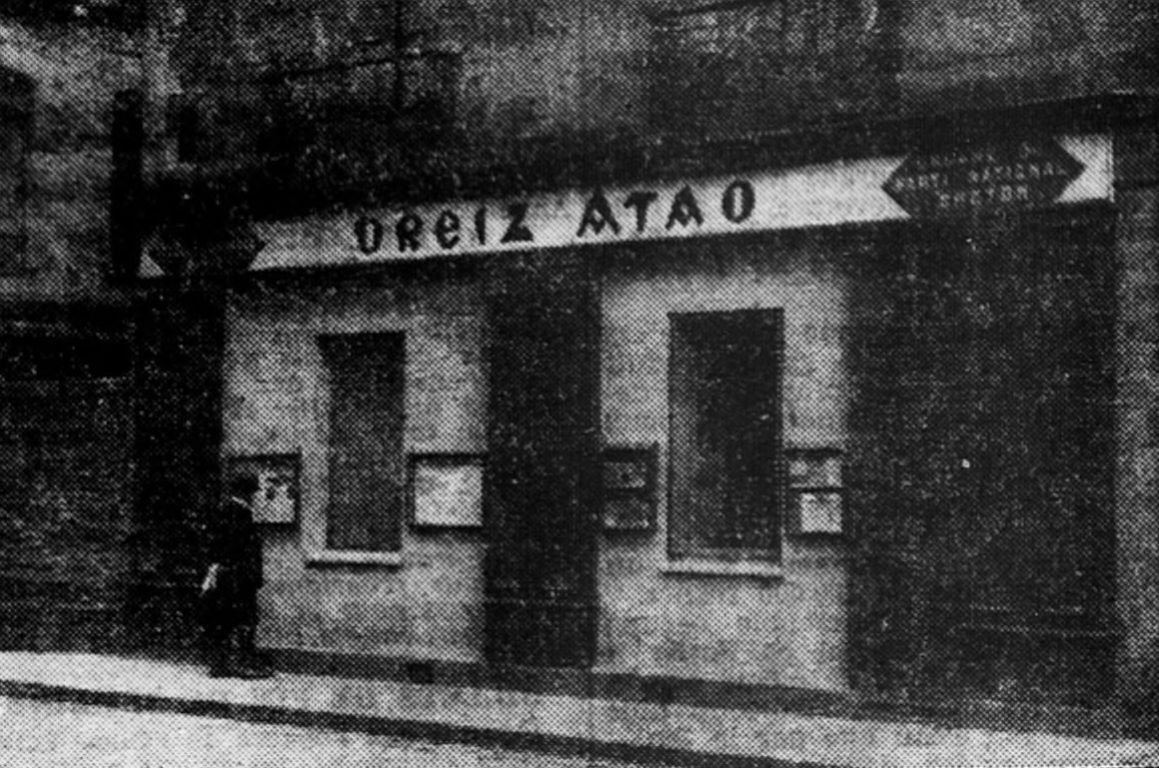
Local del diari el 1938 a Rennes.

El diari serveix de suport durant els intents electorals del partit. Breiz Atao dona suport a la candidatura d'Olier Chevillotte el desembre de 1931 sota els colors del PNB al cantó de Saint-Renan (22% de vots), però també les candidatures de candidats externs, convidant així els votants a votar en contra de Maurice Bouilloux-Lafont a Quimper durant les eleccions legislatives de 1932.
Les posicions del PNB també s'expressen a les columnes del diari. Durant la crisi del 6 de febrer de 1934, la condemna de la Croix-de-Feu així com de l'esquerra francesa va portar a la proposta de Breiz Atao el setembre de 1934 de la constitució d'un Front bretó. La idea es reprèn diverses vegades el 1935.
Com altres publicacions del moviment bretó en aquells anys, les notícies internacionals ocupen un lloc important a Breiz Atao. La defensa de les minories nacionals segueix sent una posició central, i s'expressa en nombrosos marcs geogràfics: Saarland el 1935, Invasió d'Etiòpia el 1935, imperi colonial francès.
L'esclat de la Guerra Civil Espanyola el 1936 és l'ocasió d'una sèrie d'articles sobre les minories del país: catalans, gallecs, bascos... A aquests articles s'aplica la graella de lectura del partit: l'autonomia és proposada com a solució política.
A partir de 1936, François Debeauvais i Olier Mordrel es van convencer que un conflicte armat entre França i Alemanya estava a prop, i ho van veure com una oportunitat per als nacionalistes bretons. Si bé tots dos accepten jugar la carta d'Alemanya, Olier Mordrel vol una convergència ideològica amb el nazisme, i comença a expressar les seves idees ja el 1934 a la revista Stur. Tanmateix, aquestes posicions no van comptar amb el suport dels membres del PNB, i alguns reptes a aquestes idees van ser publicats per alguns autors de Breiz Atao. A principis de 1937, Raymond Delaporte, un dels opositors de la línia pro-nazi es va fer càrrec del diari durant els problemes de salut de François Debeauvais, i va aprofitar per denunciar les tesis de Mordrel a la revista. Aquest últim, però, va aconseguir imposar aquesta línia arran del congrés de Carhaix que el partit va organitzar l’agost de 1937, i a partir de llavors es va adoptar una línia feixista i va presentar nombroses convergències amb el nazisme. El mateix any, el diari va adoptar un punt de vista favorable a Alemanya durant la crisi dels Sudets, després l'Anschluss, mentre que François Debeauvais i Olier Mordrel alhora intenten obtenir el suport dels serveis secrets alemanys.
Un moviment de repressió va afectar el diari des del maig de 1938 mentre el PNB va llançar una campanya d'anuncis sediciosos a la regió. Queda prohibida la distribució del diari a les casernes. Debeauvais va fugir a Bèlgica i va deixar la direcció del diari a Mordrel. L'agost de 1938 es va iniciar una nova campanya de cartells, i Mordrel i Debeauvais van ser processats pels articles que van publicar a Breiz Atao. Debeauvais és condemnat a un any de presó i Mordrel a un any de bandejament. Breiz Atao, però, va continuar optant per una línia proalemanya després, amagant-se darrere d'una façana pacifista. Breiz Atao va deixar de publicar-se quan va esclatar la Segona Guerra Mundial: el seu darrer número tenia data de 27 d'agost de 1939.

## Quarta època

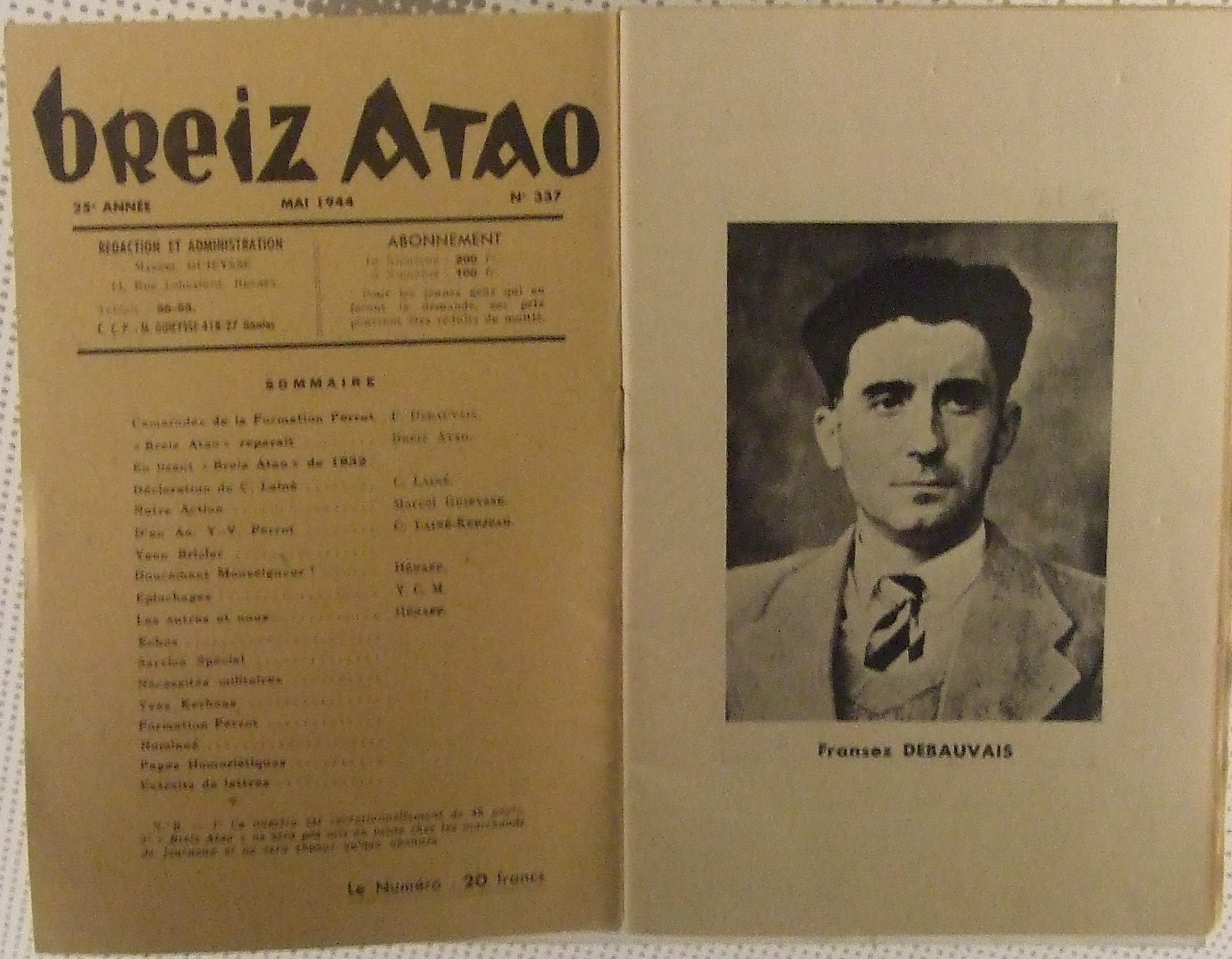
Número de Breiz Atao de 1944, que promou la formació de la milícia de Célestin Lainé i un article de François Debeauvais sobre l'aliança del nacionalisme bretó amb el nazisme.

El Partit Nacional Bretó va reprendre les seves activitats després de la capitulació francesa de 1940. Olier Mordrel va ser destituït de la direcció del partit el desembre del mateix any a causa de la seva presa de posició, en profit de Raymond Delaporte. François Debeauvais s'ha de mantenir allunyat dels afers del partit a causa dels seus problemes de salut. Oposat a la línia de Delaporte, va donar suport a Célestin Lainé que després va caure en dissidència en aquest partit, i en una carta de gener de 1944 li va llegar els drets sobre el títol Breiz Atao. Lainé aconsegueix publicar un sol número, el núm. 337, però ha d'aturar la publicació del diari després de la destrucció de la impremta per un bombardeig. En fuga després de la derrota de l'Alemanya nazi, va planejar diversos números. El núm. 338 es manté en forma d'esborrany, però el núm. 339 es publica el novembre de 1947; refugiat a Irlanda després de la seva condemna a mort en absència per actes de col·laboració i la seva fugida a Alemanya, Lainé fa balanç de la guerra en aquesta darrera, i qualifica de procés d'"extermini" la repressió dels nacionalistes, tot destacant la caiguda de l'imperi colonial francès. Al mateix temps, s'esforça per «justificar la seva acció passada».

## Llegat i influències
El nom Breiz Atao es va convertir en sinònim del moviment bretó d'entreguerres, i el terme també es va utilitzar per designar els activistes d'aquest moviment.
Breiz Atao va reaparèixer per darrera vegada l'any 1961, en forma mimeografiada.
El títol va ser reutilitzat per Boris Le Lay que va llançar, el 12 d'agost de 2010, el lloc web Breizatao.com, utilitzant la tipografia del diari de Lainé. Desreferenciat per Google, es demana el tancament del lloc en el marc d'un procediment judicial portat a terme contra el seu reincident administrador, per incitar a l'odi racial.